# Canal de Nantes a Brest
El canal de Nantes a Brest (en francés: Canal de Nantes à Brest) es un canal situado en Francia, que une las ciudades de Nantes y Brest a través del interior de Bretaña. Fue construido durante el siglo XIX y su longitud total es de 364 km (desde el Aulne en Landeleau al Erdre en Nort-sur-Erdre), con 328 esclusas a lo largo de su camino.
La idea original data del siglo XVI pero no fue hasta que Brest fue bloqueado por la flota inglesa que Napoleón I decidió construir el canal para asegurarse la comunicación tierra adentro entre los dos grandes puertos militares del frente atlántico francés. La construcción comenzó en 1811 y Napoleón III de Francia presidió la inauguración del canal en 1858.
En 1923 la ruta del canal quedó rota por la presa de Guerledan. La navegación ya no es posible entre Maël-Carhaix y Pontivy.